# Kazuya Yoshioka
Kazuya Yoshioka (Otaru, 9 settembre 1978) è un ex saltatore con gli sci giapponese.

## Biografia
In Coppa del Mondo esordì il 21 gennaio 1995 a Sapporo (41°) e ottenune la prima vittoria, nonché primo podio, il 30 gennaio 1999 a Willingen.
In carriera prese parte a un'edizione dei Campionati mondiali, Lahti 2001 (4° nella gara a squadre dal trampolino lungo il miglior risultato), e a una dei Mondiali di volo, Oberstdorf 1998 (19°).

## Palmarès

### Mondiali juniores
- 1 medaglia:
  - 1 bronzo (gara a squadre a Gällivare 1995)

### Coppa del Mondo
- Miglior piazzamento in classifica generale: 13º nel 1999
- 6 podi (1 individuale, 5 a squadre):
  - 2 vittorie (a squadre)
  - 1 secondo posto (a squadre)
  - 3 terzi posti (1 individuale, 2 a squadre)

#### Coppa del Mondo - vittorie
| Data            | Località  | Nazione     | Trampolino                                                                     |
| --------------- | --------- | ----------- | ------------------------------------------------------------------------------ |
| 30 gennaio 1999 | Willingen | Germania    | Mühlenkopf K120 (con Kazuyoshi Funaki, Noriaki Kasai e Hideharu Miyahira)      |
| 19 gennaio 2001 | Park City | Stati Uniti | Utah Olympic Park K120 (con Kazuyoshi Funaki, Masahiko Harada e Noriaki Kasai) |